# Mount Pulaski, Illinois
Mount Pulaski là một thành phố thuộc quận Logan, tiểu bang Illinois, Hoa Kỳ. Năm 2010, dân số của thành phố này là 1566 người.

## Dân số
Dân số qua các năm:
- Năm 2000: 1701 người.
- Năm 2010: 1566 người.